# GRAVSIGUR

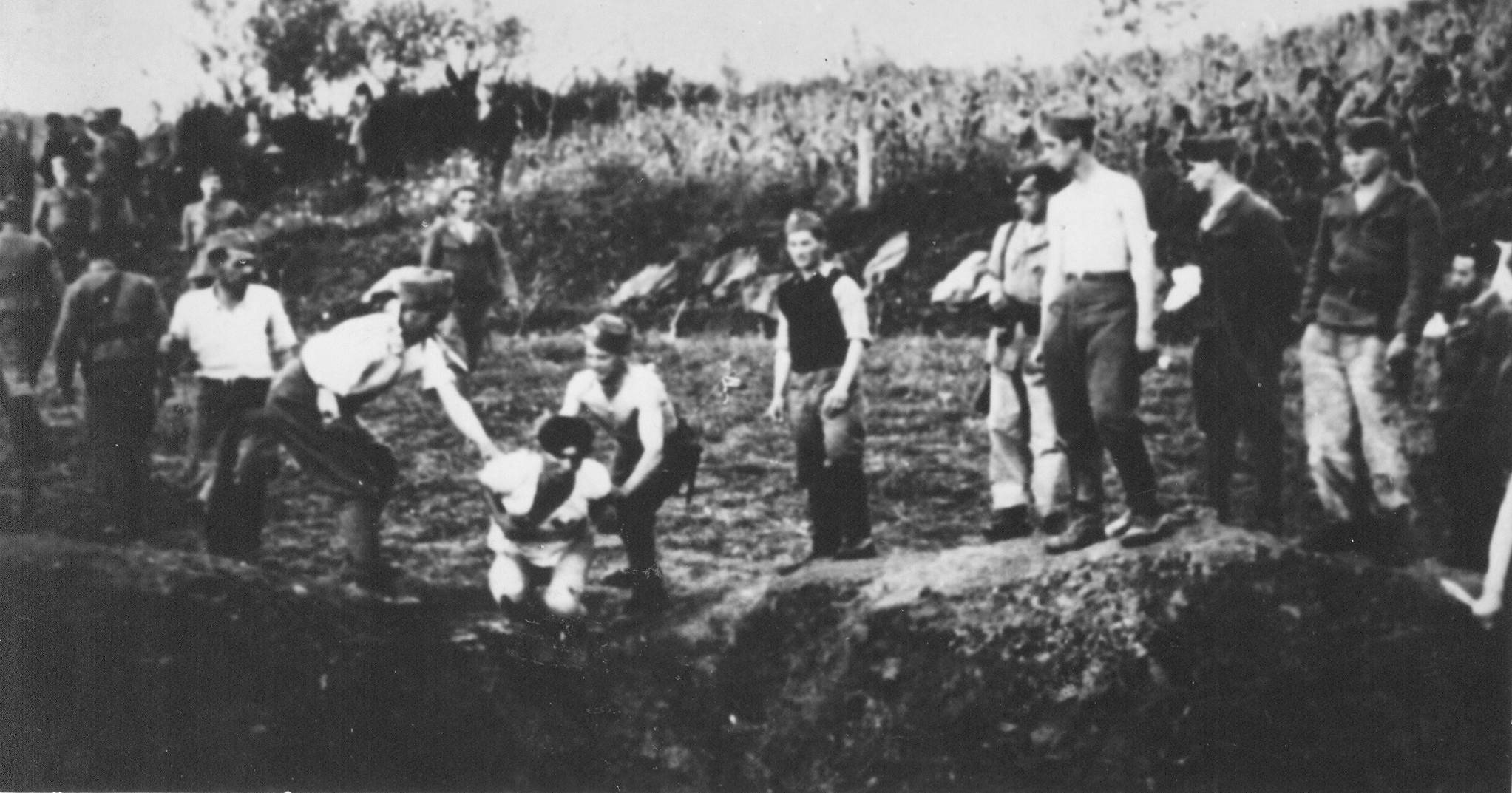
Ustascha-Soldaten ermorden Gefangene im KZ Jasenovac

Die GRAVSIGUR (Akronym für kroatisch Glavno ravnateljstvo za javni red i sigurnost ‚Hauptdirektion für öffentliche Ordnung und Sicherheit‘) war die Anfang 1943 neugegründete Geheimpolizei und der Nachrichtendienst des Unabhängigen Staats Kroatien (USK). Damit wurden die 1941 geschaffenen Organisationen RAVSIGUR und UNS (mit dem  Reichssicherheitshauptamt bzw. der Gestapo vergleichbar) zusammengefasst. Die GRAVSIGUR übernahm dabei vom UNS auch die Zuständigkeit für Organisation und Aufsicht der Konzentrationslager im USK.

## Gliederung
Die GRAVSIGUR gliederte sich in die folgenden Abteilungen (odjeli), die vor allem für Überwachung und Verfolgung zuständig waren:
- I – talijanski (italienisch). Italienische Angelegenheiten, Propaganda
- II – prati aktivnost britanske obavještajne agencije (Überwachung der Aktivitäten britischer Geheimdienste). Zuständig u. a. für die Überwachung der Aktivitäten des MI6
- III – prati aktivnosti Srba i četnika na području NDH (Überwachung der Aktivitäten von Serben und Tschetniks auf dem Gebiet des USK)
- IV – antikomunistički odjel (Antikommunistische Abteilung). Zuständig u. a. für die Überwachung der Kommunistischen Partei Kroatiens
- V – prati aktivnosti muslimaske populacije i obavještajni rad prema Turskoj (Überwachung der Aktivitäten der muslimischen Population und des türkischen Geheimdienstes)
- VI – prati aktivnosti Židova i mješanih brakova (Überwachung der Aktivitäten von Juden und für gemischtrassige Ehen)
- VII –  služi za otkrivanje i praćenje političkih nepodobnika unutar ustaške organizacije (dient der Erkennung und Überwachung politisch unzuverlässiger Personen innerhalb der Ustascha-Organisation)
- VIII – služi za otkrivanje i praćenje osumnjićenih unutar administracije raznih ministarstava (dient der Erkennung und Verfolgung von Verdächtigen innerhalb der Verwaltung verschiedener Ministerien)
- IX
- X – prati rad nacističke stranke u NDH, Volksdeutschera i hrvatske emigracije u Njemačkoj (Überwachung der Aktivitäten der NSDAP im USK, Volksdeutschen und kroatischen Emigration in Deutschland)
- XI – prati rad Mađarske obavještajne službe i Mađara u NDH (Überwachung der Aktivitäten des ungarischen Nachrichtendienstes und Ungarn im USK)
- XII – prati aktivnosti Slovenaca u NDH (Überwachung der Aktivitäten der Slowenen im USK)
- XIII – prati rad i aktivnosti Katoličke crkve (Überwachung der Aktivitäten der katholischen Kirche)
- XIV – pokriva akivnosti koje drugi odjeli ne pokrivaju (Sonstiges). U. a. Tarnung, Grenzüberwachung
- XV – protuobavještajna služba za vojne snage u NDH (Militärischer Abschirmdienst der Streitkräfte des USK)